# ریکاردو موران
ریکاردو موران (انگلیسی: Ricardo Morán؛ زادهٔ ۱۷ مارس ۱۹۷۴) کارگردان تلویزیونی اهل پرو است.